# Acrotriche serrulata
Acrotriche serrulata är en ljungväxtart som beskrevs av Robert Brown. Acrotriche serrulata ingår i släktet Acrotriche och familjen ljungväxter. Inga underarter finns listade i Catalogue of Life.